# Blindia churuccana
Blindia churuccana là một loài rêu trong họ Seligeriaceae. Loài này được Besch. mô tả khoa học đầu tiên năm 1885.
Danh pháp khoa học của loài này chưa được làm sáng tỏ. 